# Kościół w Karwowie
Kościół w Karwowie – średniowieczny, gotycki kościół, który znajdował się w Karwowie w gminie Kołbaskowo, w powiecie polickim. Uszkodzony podczas II wojny światowej. Ruiny kościoła wpisano do rejestru zabytków.

## Historia
Kościół został wzniesiony w 2. połowie XIII wieku. Była to budowla salowa na planie prostokąta o wymiarach 12,7 na 6,5 m, murowana z granitowych kwadr. W 1896 roku dokonano przebudowy kościoła. Przy zachodnim narożniku elewacji północnej dostawiono wówczas neogotycką wieżę, kwadratową w przyziemiu, wyżej ośmioboczną, zwieńczoną dachem wieżowym. W kościele zachował się gotycki portal, natomiast cała elewacja wschodnia i wszystkie otwory okienne pochodzą z okresu XIX-wiecznej przebudowy.
W skład wyposażenia świątyni wchodziły cynowe świeczniki ołtarzowe o wysokości 34 cm, trójramienny świecznik z brązu i mosiężna chrzcielnica o średnicy 34,5 cm ufundowana w 1703 roku przez rodzinę von Wetzel, ozdobiona na podstawie sceną przedstawiającą Zwiastowanie Pańskie. Wyposażenie kościoła nie zachowało się.
Podczas II wojny światowej na wieży znajdował się punkt obserwacyjny wojsk niemieckich. Budowla została z tego powodu uszkodzona podczas działań wojennych w kwietniu 1945 roku. Po wojnie niezagospodarowana, popadła w ruinę.